# Bouyerus metallicus
Bouyerus metallicus là một loài bọ cánh cứng trong họ Cerambycidae.